# تیتون

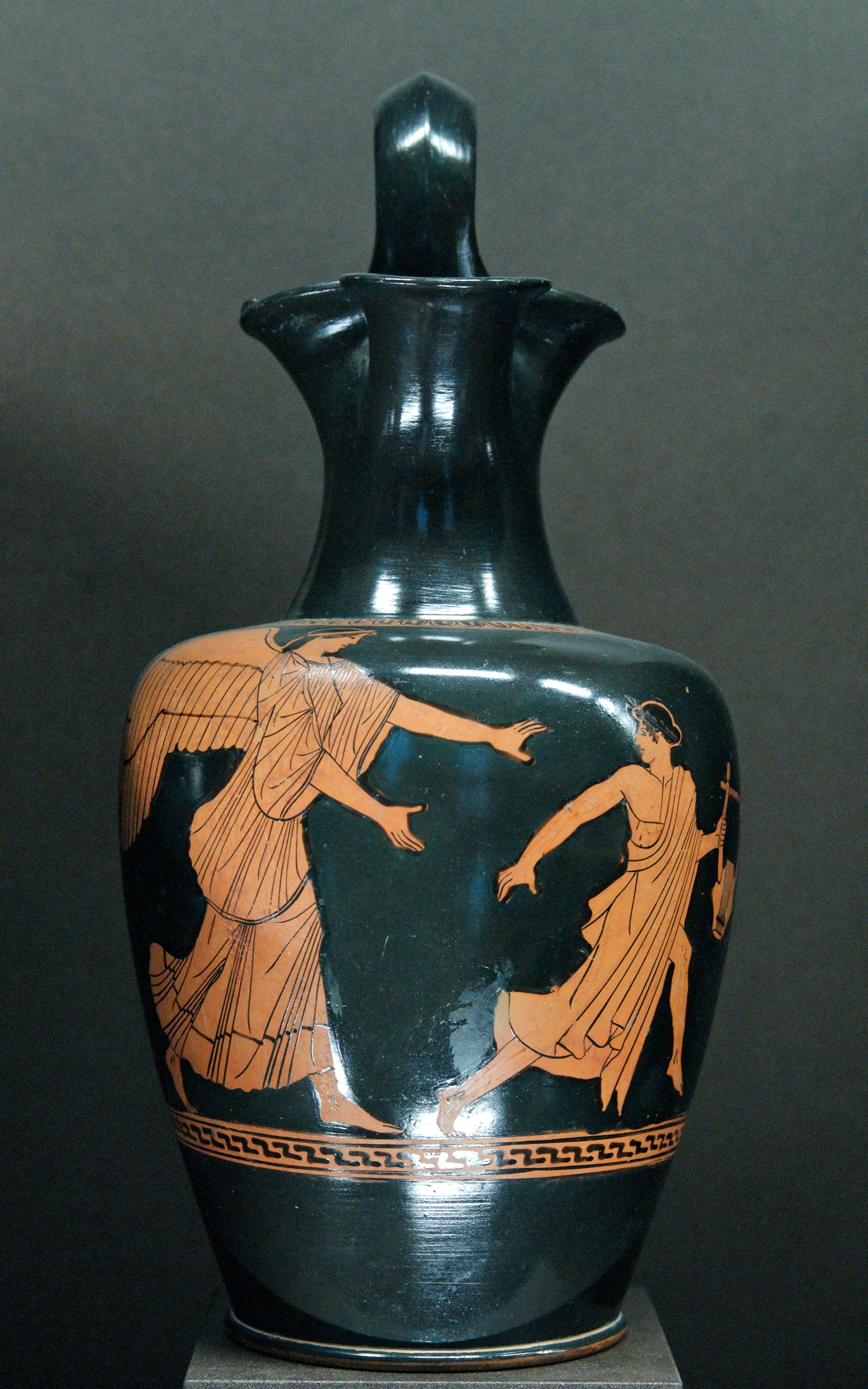
ائوس در پی تیتون چنگ به دست. نگاره بر روی کوزه‌ای از آتیک مربوط به سدهٔ پنجم میلادی؛ موزه لوور

تیتون یا تیتونوس (به یونانی باستان:Τιθωνός، فرانسوی:Tithon) دلباختهٔ ائوس و تیتان سپیده‌دم بود. او زادهٔ تروآ و پسر جوان و خوش تیپ لائومدون شاه تروا و یک پری دریایی به نام استرومو بود.
ائوس ،تیتون و گانیمده را با هم از کاخ شاهی می‌دزدد تا دلباختگان او شوند و شهوت سیری ناپذیر و غیرقابل ارضای او را مرهم نهند.سپس ائوس از زئوس درخواست می‌کند به تیتون نامیرایی ببخشد، ولی فراموش می‌کند که برای او درخواست جوانی ابدی هم از زئوس بکند، در نتیجه تیتون تبدیل به مردی کهنسال و چروکیده و عاجز و درمانده می‌شود و تا ابد آنگونه می‌ماند. ائوس که از او در رنج شده به ناچار وی را به زنجره‌ای بدل می‌کند.
ائوس از تیتون دو پسر می زاید: ممنون و اماتیون.